# Гута (Наровлянский район)
Гу́та (бел. Гута) — деревня Наровлянского сельсовета Наровлянского района Гомельской области Беларуси.
Рядом месторождение каменной соли.

## География

### Расположение
В 4 км на север от Наровли, 29 км от железнодорожной станции Ельск (на линии Калинковичи — Овруч), 182 км от Гомеля, 4 км от пристани Наровля (на реке Припять).

### Гидрография
На востоке пойма и река Припять.

## Транспортная сеть
Рядом автодорога Барбаров — Наровля. Планировка состоит из короткой широтной улицы, оба её конца загнуты на юг. Застройка двусторонняя, деревянная, усадебного типа.

## История
Обнаруженные археологами на правой надпоймовой террасе Припяти, около южной окраины деревни, остатки поселения бронзового века и более поздних времён свидетельствуют о заселении этих мест с давних времён. По письменным источникам известна с XVIII века как деревня Наровлянская Гута в Мозырском повете Минского воеводства Великого княжества Литовского. С 1790 года работал завод по производству стекла.
После 2-го раздела Речи Посполитой (1793 год) в составе Российской империи. В 1795 году принадлежала действительному тайному советнику Я. Сиверсу. В 1879 году обозначена в числе селений Барбаровского церковного прихода. В 1908 году в Наровлянской волости Речицкого уезда Минской губернии.
В 1932 году жители вступили в колхоз. Во время Великой Отечественной войны в ноябре 1943 года немецкие оккупанты полностью сожгли деревню и убили 30 жителей. 14 жителей погибли на фронте. Согласно переписи 1959 года в составе учхоза СПТУ-7 (центр — г. Наровля).

## Население

### Численность
- 2004 год — 3 хозяйства, 5 жителей.

### Динамика
- 1795 год — 4 двора.
- 1897 год — 10 дворов 56 жителей (согласно переписи).
- 1908 год — 15 дворов, 145 жителей.
- 1940 год — 31 двор, 97 жителей.
- 1959 год — 86 жителей (согласно переписи).
- 2004 год — 3 хозяйства, 5 жителей.